# Commelina hispida
Commelina hispida är en himmelsblomsväxtart som beskrevs av Hipólito Ruiz López och Pav.. Commelina hispida ingår i släktet himmelsblommor, och familjen himmelsblomsväxter. Inga underarter finns listade.